# アーティストリー・ミュージック
アーティストリー・ミュージック（Artistry Music）は、2004年にトランペット奏者のリック・ブラウンとサックス奏者のリチャード・エリオットによって創設されたコンテンポラリー・ジャズ・レーベル。かつてはアルチザン・ミュージック・グループ（ARTizen Music Group）の名称で活動していた。
2006年にはグローヴァー・ワシントン・ジュニアのトリビュート・アルバム『To Grover, with Love』をリリースしている。
2008年10月にマック・アヴェニュー・レコードが買収した。これによりリックと親交のあるデイヴ・コーズのランデヴー・エンタテインメントは実質的に姉妹レーベルとなった。
日本ではビデオアーツ・ミュージックよりアルバムが発売されている。

## 在籍ミュージシャン
- アラン・ブロードベント
- ジョナサン・バトラー
- タワー・オブ・パワー
- ブライアン・ブロンバーグ
- ラウル・ミドン
- リチャード・エリオット
- リック・ブラウン